# 兵庫県道463号室津志筑線
兵庫県道463号室津志筑線（ひょうごけんどう463ごう むろつしづきせん）は、兵庫県淡路市を通る一般県道である。

## 概要
淡路市室津から淡路市志筑に至る。

### 路線データ
- 起点：淡路市室津（兵庫県道31号福良江井岩屋線交点）
- 終点：淡路市志筑（兵庫県道66号大谷鮎原神代線交点）
- 総延長：11.926 km
- 事前通行規制区間[1]：生田大坪 - 志筑

## 地理

### 通過する自治体
- 淡路市

### 交差する道路
| 交差する道路               | 市町村名 | 交差する場所 | 交差する場所 |
| -------------------------- | -------- | ------------ | ------------ |
| 兵庫県道31号福良江井岩屋線 | 室津     | 起点         |              |
| 兵庫県道66号大谷鮎原神代線 | 志筑     | 終点         |              |

### 沿線
- 室津郵便局
- 淡路島ホタルカフェ
- 島のごちそう。古民家カフェと宿 淡